# Jeżewo (województwo warmińsko-mazurskie)
Jeżewo (niem. Jeesau) – wieś w Polsce położona w województwie warmińsko-mazurskim, w powiecie kętrzyńskim, w gminie Kętrzyn.
W latach 1975–1998 miejscowość administracyjnie należała do województwa olsztyńskiego.

## Historia
W XVI w. Jeżewo było w posiadaniu rodu von der Groeben, którego przedstawicielem był Otto von der Groeben.
Przy skrzyżowaniu drogi Gałwuny – Banaszki z drogą do Jeżewa w XVIII w. znajdowała się karczma określana jako stara.
W roku 1913 właścicielem majątku ziemskiego o powierzchni 415 ha był Joachim Wendorf. W wyniku kryzysu gospodarczego znaczna część majątków ziemskich pobankrutowała. Majątek w Jeżewie został rozparcelowany. W 1927 r. powstały tu gospodarstwa chłopskie z zabudowaniami według jednego projektu. Podobna sytuacja miała miejsce w pobliskich Leginach, Mażanach i Owczarni. Po majątku w Jeżewie pozostała resztówka 7,5 ha z pałacem z XIX w. Pałac został zniszczony w 1945 r.
W roku 1699 Jeżewo należało do parafii ewangelickiej św. Jerzego w Kętrzynie.
W pierwszej połowie XVIII w. staraniem superintendenta Andrzeja Szumana powstała tu szkoła jednoklasowa. Nowy budynek szkoły w Jeżewie wybudowano w 1910 r. Ostatnim nauczycielem w tej szkole był Karl Zapke. Po 1945 r. była tu szkoła czteroklasowa.
W 1973 wieś należała do sołectwa Gromki. Obecnie Jeżewo jest wsią sołecką do której należą: Banaszki, Gromki i Nowy Mikielnik.